# Katakombe
En katakombe er en underjordisk gang med gravkamre. Ordet kommer fra græsk kata kumbas og var navnet på Sankt Sebastians katakomber i Rom. 
Katakomber forbindes med kristne gravsteder i Rom, men der findes katakomber andre steder og ikke-kristne katakomber. I Rom har man f.eks. omkring ti jødiske katakomber fra antikken. Det bliver ofte sagt, at de var skjulesteder for kristne under forfølgelser; det er ikke korrekt. De var officielle gravpladser, som var kendt af romerske myndigheder. Årsagen til, at de blev gravet,, er at kristne og jøder ikke accepterede den romerske skik med at kremere de døde, og i stedet for  kirkegårde gravede de gange i den bløde tufsten. 
Efter at kristendommen blev tilladt i det 4. århundrede, holdt man op med at bruge katakomberne. Man begyndte at åbne kirkegårde. Efterhånden blev de gamle katakomber glemt; det er kun St. Sebastians katakomber, som altid har vært tilgængelige, fordi indgangen ligger i kirken San Sebastiano uden for murene. I det 9. århundrede angreb saracenere Rom, og de fleste relikvier blev flyttet; det bidrog til at der ikke længere var grund til at besøge katakomberne. 
Forskere kendte til katakomberne fra skriftlige kilder, og fra det 16. århundrede begyndte man at lede. Det var på den tid, at ordet katakombe blev brugt om alle gravsteder af denne type. 
Omkring 60 katakomber er kendt i Rom; de 50 er kristne. De har i henhold til Laterantraktaten siden 1929 været underlagt Vatikanstaten, nærmere bestemt Den pavelige kommission for hellig arkæologi. Flere af dem er åbne for publikum.